# Vanessa Raw
Vanessa Raw (* 28. September 1984 in Hexham) ist eine ehemalige britische Duathletin, Triathletin und Mitglied der British Olympic Triathlon Academy Squad, die heute als akademische Künstlerin aktiv ist.

## Werdegang
Vanessa Raw war in ihrer Jugend erfolgreich im Schwimmsport aktiv und startete im Alter von 9 bis 14 im nationalen Schwimmverband.

### Triathlon-Profi seit 2005
Seit 2005 ist sie als Profi-Athletin aktiv und im September 2006 wurde sie Vierte bei der U23-Triathlon-Weltmeisterschaft.
Nach ihrem Einstieg in den internationalen Triathlon im Jahr 2006 hatte Vanessa Raw mit einer Knieverletzung zu kämpfen und musste erst einen Ausgleich zwischen Spitzensport, Studium und künstlerischer Beschäftigung finden. In den fünf Jahren von 2006 bis 2010 nahm sie an 26 ITU-Wettkämpfen teil und erreichte acht Mal Top-Ten-Plätze, darunter drei Medaillen. Seit 2009, nach dem Abschluss des Kunststudiums an der Universität Loughborough, war Vanessa Raw dann wieder auf ITU-Podestplätzen zu finden.

### Britische Duathlon-Meisterin 2013
Im April 2013 wurde sie britische Duathlon-Meisterin. 2014 wechselte sie von der Kurz- auf die Mitteldistanz.
Seit Februar 2015 startete Raw für das italienische PPR-Team (ehemals bekannt als „Peperoncino Triathlon Team“). Im Mai wurde sie in Rimini Dritte bei der Europameisterschaft auf der Triathlon-Mitteldistanz und im Juni holte sie sich beim Ironman 70.3 Italy den ersten Sieg auf der Mitteldistanz.
Im Oktober 2015 startete sie das erste Mal auf der Ironman-Distanz und belegte in Barcelona den sechsten Rang.
Raw wurde von Tom Bennett trainiert und lebt in Loughborough. Im Dezember 2016 erklärte die 32-Jährige aus gesundheitlichen Gründen ihren Rückzug aus dem Profisport. Sie werde sich nun auf die Kunst konzentrieren.

## Sportliche Erfolge
| Datum/Jahr    | Rang | Wettbewerb                                             | Austragungsort | Zeit     | Bemerkung                                                                                                |
| ------------- | ---- | ------------------------------------------------------ | -------------- | -------- | --- |
| 30. Juli 2016 | 4    | Ironman 70.3 Budapest                                  | Budapest       | 04:14:57 | |
| 19. Apr. 2016 | DNF  | Cannes International Triathlon                         | Cannes         | –        | Sturz mit dem Rad                                                                                        |
| 25. Okt. 2015 | 4    | Challenge Sardinia                                     | Pula           | 04:35:41 | |
| 4. Okt. 2015  | 6    | Ironman Barcelona                                      | Calella        | 09:17:14 | erster Start auf der Ironman-Distanz                                                                     |
| 14. Juni 2015 | 1    | Ironman 70.3 Italy                                     | Pescara        | 04:38:13 | |
| 24. Mai 2015  | 3    | ETU Middle Distance Triathlon European Championships   | Rimini         | 04:51:07 | Europameisterschaft auf der Mitteldistanz im Rahmen der Challenge Rimini                                 |
| 19. Apr. 2015 | 3    | Cannes International Triathlon                         | Cannes         | 04:25:16 | Dritte auf der Mitteldistanz (2 km Schwimmen, 80 km Radfahren und 16 km Laufen)                          |
| 24. Aug. 2013 | 18   | ITU World Championship Series 2013                     | Stockholm      | 01:58:44 | |
| 29. Okt. 2011 | 1    | ITU Triathlon European Cup                             | Eilat          | 02:10:07 | |
| 12. Sep. 2010 | 36   | ITU World Championship Series 2010                     | Budapest       |          | im siebten und letzten Rennen der Saison                                                                 |
| 23. Aug. 2009 | 2    | ITU Triathlon European Cup                             | Karlsbad       | 02:04:13 | Zweite hinter der Tschechin Radka Vodičková                                                              |
| 2. Juli 2009  | 21   | ETU Short Distance Triathlon European Championships    | Holten         | 02:01:01 | Europameisterschaft auf der olympischen Kurzdistanz (1,5 km Schwimmen, 40 km Radfahren und 10 km Laufen) |
| 5. Juni 2008  | 32   | ITU Triathlon World Championships                      | Vancouver      | 02:06:32 | Triathlon-Weltmeisterschaft (Kurzdistanz)                                                                |
| 2. Sep. 2006  | 4    | ITU Short Distance Triathlon World Championships       | Lausanne       | 02:09:21 | Triathlon-Weltmeisterschaft U23                                                                          |
| 8. Juli 2006  | 5    | ETU Short Distance Triathlon European Championship U23 | Rijeka         | 02:07:48 | U23-Europameisterschaft                                                                                  |

| Datum/Jahr    | Rang | Wettbewerb                          | Austragungsort         | Zeit     | Bemerkung                                            |
| ------------- | ---- | ----------------------------------- | ---------------------- | -------- | ---------------------------------------------------- |
| 14. Apr. 2013 | 1    | GBR Duathlon National Championships | Vereinigtes Konigreich | 01:01:02 | Britische Duathlon-Meisterin beim Cambridge Duathlon |

(DNF – Did Not Finish)